# Asnières-sur-Vègre
Asnières-sur-Vègre – miejscowość i gmina we Francji, w regionie Kraj Loary, w departamencie Sarthe.
Według danych na rok 1990 gminę zamieszkiwało 338 osób, a gęstość zaludnienia wynosiła 27 osób/km² (wśród 1504 gmin Kraju Loary Asnières-sur-Vègre plasuje się na 958. miejscu pod względem liczby ludności, natomiast pod względem powierzchni na miejscu 896.).